# Metrourile minții tale
„Subways of Your Mind” este o melodie a trupei rock germană Fex, înregistrată în 1983. Prin anii 2000, o înregistrare pe o casetă de la o emisiune radio prin mijlocul anilor 1980 a fost încărcată online și a atras o atenție semnificativă. Cântecul a rămas neidentificat, chiar și după ce a fost încărcat pe Internet, ceea ce a determinat o căutare de 17 ani pentru a identifica și titlul melodiei. În timpul acestei căutări, cântecul a câștigat porecla „Cea mai misterioasă melodie de pe Internet ”. (În engleză "The most mysterious song on the internet", prescurtat TMS sau TMMS.)
Cântecul a fost înregistrat de la o emisiune radio Vest-German Norddeutscher Rundfunk (NDR) prin mijlocul anilor 1980, probabil în sau în jurul anului 1984. În 2019, a devenit subiectul unui fenomen viral pe internet, mulți utilizatori ai site-urilor precum Reddit și Discord colaborând pentru a identifica melodia și trupa ce a înregistrat-o.
În noiembrie 2024, cântecul a fost identificat drept „Subways of Your Mind” de către Fex, o trupă rock din Kiel. Confirmarea a venit odată cu lansarea unui EP din 1983 care include o versiune demo a cântecului, precum și o înregistrare a unei performanțe live din 1985. Cu toate acestea, caseta master 1/4 care conține versiunea de studio a cântecului, care a fost versiunea difuzată la radio, nu a fost încă găsită și poate fi pierdută definitiv.
Pe parcursul căutării au fost descoperite și alte cântece necunoscute. Utilizatorii online au inventat termenul „lostwave” pentru a descrie melodiile de această natură.

## Origine

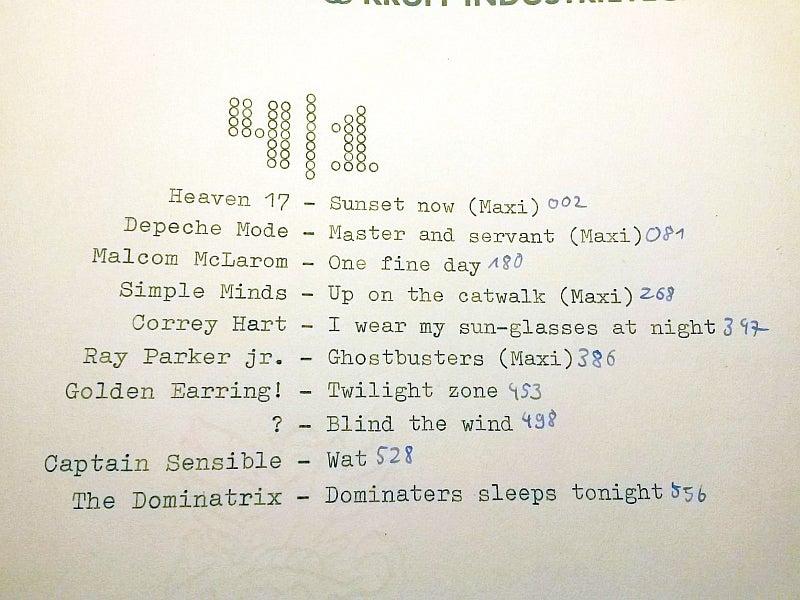
Lista de melodii de pe caseta BASF care include „Subways of Your Mind” (etichetat greșit drept „Blind the Wind”) și un semn de întrebare care indică faptul că artistul era necunoscut

Un adolescent german pe nume Darius S. a înregistrat melodia dintr-un program de radio la postul public de radio nord-german Norddeutscher Rundfunk (NDR) în anii 1980. A înregistrat piesa pe o casetă și a creat un mixtape, care includea și melodii de la XTC și The Cure. Pentru a obține înregistrări curate ale melodiilor, Darius a șters intenționat dialogul de la gazdele radio, motiv pentru care data exactă de difuzare și titlul nu erau cunoscute.

## Căutarea online
În 2004, sora mai mare a lui Darius, Lydia H., i-a cumpărat un domeniu de site web drept cadou de ziua lui de naștere, pe care l-a folosit pentru a crește gradul de conștientizare a cântecelor neidentificate din colecția lui. Apoi și-a digitalizat înregistrările radio, salvând melodiile ca fișiere .aiff și .m4a și le-a încărcat pe site-ul său, numit Unknown Pleasures (Plăceri necunoscute) după albumul din 1979 cu același nume al trupei rock engleze Joy Division.
Pe 18 martie 2007, Lydia a început căutarea online a cântecului într-un grup Usenet, dar mai târziu a migrat către site-uri web cu instrumente de identificare a cântecului. Ea a postat un fragment de 1:15 din cântec pe best-of-80s.de (un forum german dedicat synth-pop-ului anilor optzeci) și pe The Spirit of Radio (un site de fani dedicați postului de radio canadian CFNY-FM ). Cântecul s-a răspândit încet pe internet, fiind încărcat pe WatZatSong în 2009 și pe YouTube în 2011. Casa de discuri indie spaniolă Dead Wax Records a postat fragmentul piesei pe canalul lor de YouTube în 2017. Acest lucru i-a atras atenția lui Gabriel Pelenson, un prieten al proprietarului Dead Wax, Nicolás Zúñiga, care a început să caute originea cântecului în 2019.
Pelenson a încărcat fragmentul cântecului pe canalul său de YouTube și pe multe comunități Reddit legate de muzică și, în cele din urmă, a fondat r/TheMysteriousSong. Căutătorii au luat contact cu persoane potențial relevante pentru căutare, cum ar fi disc jockey-ul NDR Paul Baskerville, organizația germană pentru drepturile de interpretare GEMA și canalul YouTube „80zforever”, care postează melodii obscure. Baskerville a fost de acord să cânte melodia în emisiunea sa de radio actuală Nachtclub pe 21 iulie 2019. Deși nu au apărut noi indicii, Lydia și Darius au fost conștienți de noul val de investigații, iar Lydia s-a implicat ulterior în comunitatea Reddit în august.

## Teorii
Cercetătorii au fost în general de acord că persoana care cânta are un fel de accent european, dar tipul specific a fost neclar. Unii utilizatori au teoretizat că sintetizatorul Yamaha DX7, care a fost lansat la sfârșitul anului 1983, a fost folosit în lead-uri. Acest lucru a fost confirmat ulterior de claparul trupei Fex, Michael Hädrich.
Au existat unele speculații că melodia a fost înregistrată în 1984, deoarece majoritatea celorlalte melodii de pe casetă au fost lansate în acea perioadă. O dovadă suplimentară în acest sens este că caseta Technics pe care Darius S. probabil a folosit-o pentru a înregistra melodia a fost fabricată în acel an.
Disc jockey-ul radio Paul Baskerville, care nu-și amintește că a cântat piesa, a bănuit că a fost o înregistrare demonstrativă care a fost redată o dată de un prezentator NDR și apoi aruncată.
Un articol din martie 2021 a susținut că melodia a fost probabil scrisă și interpretată de cântărețul vienez Christian Brandl și bateristul Ronnie Urini în 1983, cu versiuni atât în germană, cât și în engleză. Piesa ar fi fost înregistrată în studioul regretatului Fred Jakesch de pe Mariahilferstraße din Viena. Saxofonistul Alto Heinz Hochrainer a spus că a fost prezent pentru un element planificat de saxofon, dar acesta nu a fost înregistrat. Un mix preliminar al cântecului ar fi ajuns apoi către NDR Radio în 1984. Urini a confirmat povestea și a oferit, de asemenea, o versiune veche dactilografiată a versurilor germane ca dovadă. Cu toate acestea, această teorie a fost dezmințită de atunci. Robert Wolf, colegul muzical al lui Brandl și liderul trupei lor Chuzpe, a spus că nu a recunoscut vocea lui Brandl în cântec și că tobele suna mai mult ca o mașină de tobe electronică decât Urini. În urma descoperirii numelui și trupei piesei, Urini a susținut că înregistrările care au apărut sunt falsificate de AI și că nu vrea să mai facă nimic în legătură cu căutarea.

## Fenomen internet viral
Pe 27 mai 2019, site-ul de știri muzicale din Australia, Tone Deaf, a scris cel mai vechi articol care se concentrează pe cântec, autorul Tyler Jenke discutând etapele preliminare ale căutării piesei și menționând că căutarea a fost similară cu o altă căutare din 2013 a unui cântec care a fost identificat în cele din urmă drept „On the Roof” de către muzicianul suedez Johan Lindell.
Între 2019 și 2021, YouTuber-ul american Justin Whang a postat cinci episoade din serialul său Tales from the Internet (Povești din Internet) discutând despre cântec și despre progresul căutării. Videoclipurile sale au făcut și mai mulți utilizatori de net să contribuie la efortul de identificare a cântecului.
În plus, au fost create o serie de cover-uri și versiuni remixate ale cântecului, inclusiv un cover al trupei americane Mephisto Walz intitulat „Like the Wind” și lansat pe albumul lor din 2020 All These Winding Roads.
În martie 2023, cântecul a fost folosit în MyHouse.wad, un mod a jocului Doom II postat pe forumurile Doomworld de către utilizatorul pseudonim „Veddge”. Natura criptică a cântecului l-a făcut să fie des asociat estetica internetului „liminal space”.

## Identificarea
Pe 4 noiembrie 2024, utilizatorul Reddit u/marijn1412 a susținut că a identificat melodia drept „Subways of Your Mind” a trupei germane Fex. În timp ce cerceta trupele care au participat la Hörfest, un eveniment anual care evidențiază artiștii muzicali mai puțin cunoscuți, utilizatorul a contactat un membru al trupei Fex, enumerat într-un număr al ziarului german Nordwest-Zeitung⁠(de)[traduceți]. Conform utilizatorului, membrul trupei a confirmat că Fex a fost trupa ce a creat melodia și plănuia să o relanseze. Un membru a trupei Fex, Michael Hädrich, a confirmat povestea tabloidul german Tz, în timp ce solistul trupei, Ture Rückwardt, a participat la un interviu cu ziarul Kieler Nachrichten, coroborând în continuare povestea. Pe 7 noiembrie 2024, trei dintre cei patru membri originali ai trupei, Hädrich, Rückwardt și basistul Norbert Ziermann, au interpretat o versiune acustică a cântecului pentru postul de radio german NDR 1 Welle Nord din Kiel. Identificarea piesei a avut loc la patruzeci de ani de la data înregistrării demo-ului, la șaptesprezece ani după prima încercare online cunoscută de a o identifica și cinci ani de popularitate generală pe Internet.

## Componență
- Ture Rückwardt – compozitor, voce, chitară[5]
- Norbert Ziermann – bas[5]
- Michael Hädrich – clape, voce, chitară[5]
- Hans-Reimer Sievers – tobe[5]

## Notă explicativă
1. ↑  Cântecul mai este știut ca "Like the Wind", "The Sun Will Never Shine", "Blind the Wind", "Check It In, Check It Out", "Take It In, Take It Out", și "Summer Blues" conform versurilor interpretate de fani. "Subways of Your Mind" a fost speculat corect ca numele melodiei. Uneori referit ca "The Mysterious Song". De obicei prescurtat ca LTW, TMMS, TMS și TMMSOTI.